# Las Vegas 51s
I Las Vegas 51s sono una squadra di baseball che gioca nella Pacific Southern Division, della Pacific Coast League, nelle Minor League Baseball, affiliata ai New York Mets della MLB.
La squadra ottenne la prima affiliazione nel 1983 con i San Diego Padres fino al 2000 vincendo 7 division e 2 campionati.
Nel 2001 venne affiliata ai Los Angeles Dodgers vincendo nel 2002 la division.
Nel 2009 passarono con i Toronto Blue Jays fino al 2012.
Il 17 settembre 2012 firmarono un contratto biennale con i New York Mets. Nella stagione 2013 vinsero per la 9ª volta la division con il record di 81 vittorie e 63 sconfitte. Vennero eliminati al 1º giro dai Salt Lake Bees per 3-1.
Nel 2014 vinsero la 10ª division con il record di 81 vittorie e 63 sconfitte, vennero eliminati al 1º giro dai Reno Aces per 3-1.

## Roster attuale
Aggiornato il: 8 maggio 2017